# 1885年のスポーツ
- 年度別スポーツ記事一覧

## クリケット
- ジ・アッシズ（1884-1885シーズン）優勝：イングランド（3勝2敗）

## 競馬

### イギリス
クラシック
- 2000ギニー - パラドクス
- 1000ギニー - フェアウェル
- エプソムダービー - メルトン
- エプソムオークス - ロンリー
- セントレジャーステークス - メルトン

その他主要レース
- アスコットゴールドカップ - セントガシアン
- グッドウッドカップ - オルソープ
- ドンカスターカップ - ハンブルドン
- チャンピオンステークス - パラドクス
- グランドナショナル - ロックフォール

### アメリカ合衆国
- ウィザーズステークス - タイラント
- ベルモントステークス - タイラント

### フランス
- パリ大賞典 - パラドクス
- ジョッケクルブ賞 - Reluisant

### オーストラリア
- メルボルンカップ - シートアンカー

## ゴルフ

### 世界4大大会（男子）
- 全英オープン優勝者：ボブ・マーティン（イギリス）

## サッカー

### イングランド
- FAカップ決勝

ブラックバーン・ローヴァーズ 2-0 クイーンズ・パーク

## テニス

### グランドスラム
- ウィンブルドン　男子単優勝：ウィリアム・レンショー（イギリス）、女子単優勝：モード・ワトソン（イギリス）
- 全米選手権　男子単優勝：リチャード・シアーズ（アメリカ）

## ボート
- オックスフォード・ケンブリッジ大学対抗レガッタ優勝：オックスフォード大学

## 野球

### アメリカ大リーグ
- ナショナルリーグ優勝：シカゴ・ホワイトストッキングス
- アメリカン・アソシエーション優勝：セントルイス・ブラウンズ

## ヨット
- アメリカスカップ

ピューリタン（アメリカ） 2-0 ガラテア（イングランド）

## その他のスポーツ
- アメリカ体育振興協会設立

## 誕生
- 1月21日 - ウンベルト・ノビレ（イタリア、探検家、+1978年）
- 1月22日 - ウジェーヌ・クリストフ（フランス、自転車競技、+1970年）
- 1月26日 - 持田盛二（群馬県、剣道、+1974年）
- 2月1日 - 針重敬喜（山形県、テニス、+1952年）
- 3月17日 - ヘンリー・テーラー（イギリス、水泳、+1951年）
- 3月17日 - ラルフ・ローズ（アメリカ、陸上競技、+1913年）
- 3月24日 - チャールズ・ダニエルズ（アメリカ、水泳、+1973年）
- 10月16日 - ドランド・ピエトリ（イタリア、陸上競技、+1942年）